# ويل جونسون
ويل جونسون (بالإنجليزية: Will Johnson)‏ (و. 1988  م) هو لاعب كرة قدم أمريكية، من الولايات المتحدة، ولد في دايتون، أوهايو، يلعب كظهير ‏.

## التعليم
تعلم في Centerville High School (Ohio) ‏.